# Monte La Mula
La Mula (1 935 m.s.l.m.) è una montagna della Calabria settentrionale facente parte dei Monti di San Donato di Ninea dei quali è la seconda cima più alta, dopo il Cozzo del Pellegrino (1 987 m.s.l.m.). È compresa nel territorio di San Donato di Ninea. La montagna ha origine carsica ed è inserita nel territorio del Parco nazionale del Pollino. Dalla vetta è possibile ammirare il panorama della costa tirrenica ed il versante ionico della Calabria; sulle sue pendici sono presenti boschi di Faggio e di Quercia. La Mula (definita a volte “panettone” per la forma piuttosto arrotondata) è inserita dalla Società botanica italiana nei territori con specie da salvaguardare. Tra La Mula e la Muletta (una cima secondaria) si apre un pianoro a 1600 m s.l.m. denominato “Il Campo” o "Campo di Annibale", dove leggenda vuole sia passato il condottiero cartaginese Annibale.